# 小谷喜美

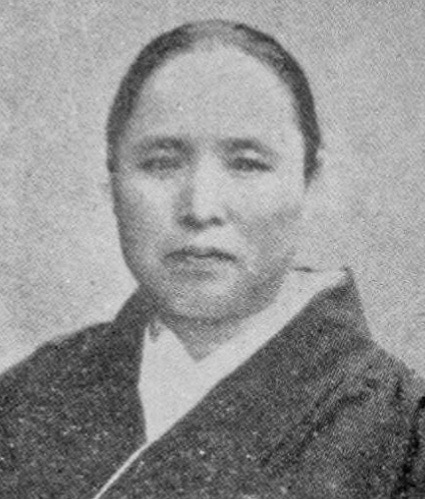
小谷喜美

小谷 喜美（こたに きみ、女性、1901年(明治34年)1月10日 - 1971年(昭和46年)2月9日）は、昭和の宗教家。
近代日本における仏教系の新宗教の源流の一つを成したといわれる霊友会の2代会長（教団内部では小谷恩師として、創設者の久保角太郎と並ぶ位置づけになっている）。

## 来歴
神奈川県三浦市に半農半漁の家庭に生まれる。早くして父を亡くし12歳で小学校を中退、叔母の家へ女中奉公に出る。5年後に上京し職を転々とした後、1925年に小谷安吉と結婚。学校の賄いとして働くが、安吉の腰痛をきっかけとして、安吉の弟久保角太郎に勧められて、夫婦で法華経による先祖の供養の行を始める。当初は久保角太郎に反発していた喜美であったが、安吉の腰痛の病状がみるみる快方に向かうのを目の当たりにして、自ら真剣に行じるようになった。その後一時は下宿屋の仕事を始めるが、物欲を離れ修行に専念せよとの久保の強い勧めに応じて、社会的弱者や貧者の気持ちを理解する意味も込めて、自ら一切の収入の道を断ち、夫婦共々赤坂の長屋で赤貧の中で修行生活を送ることになった。そんな中1929年に夫の安吉が死去するが、久保が課した厳しい修行に耐えながら霊能者・宗教家としての資質を開花していった。
その間、自らがホームレス同然の生活をしながら、真冬でも近所の公園の公衆便所を素手で毎日掃除したり、都内のホームレス集落に出向いて行っては、当初は馬鹿にされながらも毎日毎日諦めずに彼らに仏の教えによって自らの人生を切り開く道を説き続けた。最初は嘲笑していたホームレスたちも、喜美のあまりの熱意と無欲な誠意に心打たれる者が続出し、ホームレスを辞めて真剣に仕事を始めて自立できるようになった者が相次いだ。喜美はこれらの経験を通じて、自らに何の権威も地位も財力も学識もなくても、ただ真心一つで、人の役に立てること、つまり、どんな人でも真心さえあれば法華経の菩薩行が実行できることを確信し、自らの行いをもってそれを示した。また、仏壇の前で法華経を熱心に唱え、幾度も幾度も畳に額を付けるあまり、畳は磨り減り、自身の額まで禿げ上がらせる程の強烈な修行を行った（写真でも額の毛髪が後退している）。
1930年7月に久保角太郎と小谷喜美は霊友会を発足。永山武敏男爵を会長に迎え、久保は理事長・喜美は名誉会長にそれぞれ就任した。しかし発足3か月後に永山が会長を辞任、喜美が会長に就任する。その後は久保の指導と、喜美の霊感による、文字通り二人三脚で在家による法華経の菩薩行普及の陣頭指揮にあたった。
1944年11月18日に久保が死去。既に後継者として位置づけられていた久保の息子・継成の後見役となると共に、久保が自らに課したように幹部や弟子に厳しい指導を行う。しかし、古い幹部の中には、喜美の強烈な個性に対する反発も少なくなかった。取り分け戦後霊友会に脱税や共同募金横領などの中傷スキャンダル事件が勃発したのを期に、多くの離反者と分派を生む結果となった。しかしながら、こうした離反に対しても喜美自身は超然とした態度をとり、晩年に至るまで自らの指導方針を変えようとはしなかった。
その後、1964年4月には学校教育を通じて社会に貢献するという念願で、明法中学・高等学校を設立。

### 弥勒菩薩と小谷喜美
1964年5月には、仏教学者の渡辺照宏に依頼して、これまでの仏教諸経典中の弥勒菩薩に関する経典郡を集大成し、『弥勒経』として編纂出版した。これを機に、会員の日々の読誦の為の経典として、これまでの『青経巻』と『一部経（法華三部経）』に加え、新たに『弥勒経』が加わることになった。
1964年11月には伊豆の遠笠山に青年の修練道場として弥勒菩薩を祀った『弥勒山』を建立した。
小谷喜美が、弥勒経を編纂し、弥勒菩薩を祀る道場を建立するに至った経緯に関しては、喜美自身の言葉によれば「霊界からのご指導による」とだけされており、詳しい背景は不明な部分が多い。しかし、霊友会の修行においては、仏説観普賢菩薩行法経に示された、自らの過去からの利己的な行いや誤った考え方を反省し自身の行いを改めて行くいわゆる「懺悔の行」を実践することが重視されており、その仏説観普賢菩薩行法経の中で「當来の弥勒、願わくは我に法を授けたまえ」とあり、弥勒菩薩が懺悔を行ずる者にとっての指南役として位置づけられていることから、霊友会が重視する「懺悔の行」においては、弥勒菩薩を勧請し、その経典を読誦し、その精神的指針のもとに「懺悔の行」を実践することが不可欠であるという実践的要請が背景にあったものと見られる。
また、これからの世の中は精神的荒廃が進むと予見し、危機感を抱いていた小谷喜美が、五濁の悪世における弥勒菩薩の精神の重要性を確信し、次代を担う青年達が「懺悔の行」を実践しつつ、弥勒菩薩に象徴される慈悲と友愛の心を持って、愛と平和に満ちた世の中を構築していくことを期したという面もあったようである。
1971年2月3日の節分会において、喜美はほぼ別れの挨拶と思われる内容の話をし、その数日後の2月9日に突然の脳卒中によって他界し、後を久保継成に託すこととなった。70歳没。墓所は多磨霊園。

## 著書
- 『人間の原点 対話』石原慎太郎共著 サンケイ新聞社出版局 1969
- 『天の音楽 小谷喜美抄』久保継成編 仏乃世界社 1972
- 『天の音楽 小谷喜美抄 2』久保継成編 霊友会 1983
- 『一實の道を信ず 恩師小谷喜美先生ご説法集』霊友会運営会議監修 いんなあとりっぷ社 1998